# Artús i els vailets de la Taula Rodona
Artús i els vailets de la Taula Rodona (títol original en francès, Arthur et les enfants de la Table Ronde) és una sèrie de televisió animada per ordinador creada per Jean-Luc François. Al Quebec, la sèrie es va emetre a partir del 15 de setembre de 2018 a ICI Radio-Canada Télé, i a França es va emetre a través del canal Télétoon+ des del 3 de setembre de 2019. S'ha doblat al català pel canal SX3.

## Sinopsi
Aquesta sèrie narra amb humor les aventures del jove Artús, el futur rei de Bretanya, i els seus joves companys que junts formen «els fills de la Taula Rodona». L'Artús i els seus amics lluiten contra dracs, mags i altres adversaris de la fantasia artúrica per protegir Camelot, l'espasa Excàlibur i el rei Uther.